# Conjecture de Manin

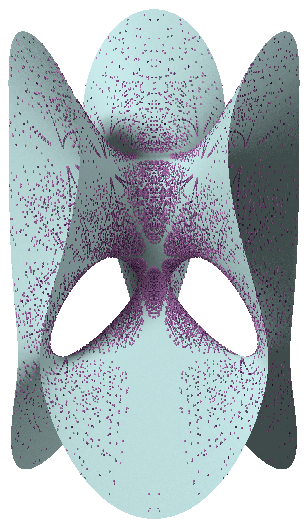
Points rationnels de hauteur bornée hors des 27 droites sur la surface cubique de Clebsch.

En mathématiques, la conjecture de Manin décrit la distribution de points rationnels sur une variété algébrique par rapport à une fonction de hauteur appropriée. Elle a été proposée par Yuri I. Manin et ses collaborateurs en 1989.

## Conjecture
Soit {\displaystyle V} une variété de Fano définie sur un corps de nombres {\displaystyle K}, soit {\displaystyle H} une fonction de hauteur relative au diviseur anticanonique. Supposons que {\displaystyle V(K)} est Zariski-dense dans {\displaystyle V}. Alors il existe un sous-ensemble (Zariski) ouvert non vide {\displaystyle U\subset V} tel que la fonction de comptage de {\displaystyle K}-points rationnels de hauteur bornée, définie pour {\displaystyle B\geq 1} :
{\displaystyle N_{U,H}(B)=\#\{x\in U(K):H(x)\leq B\}}
satisfasse
{\displaystyle N_{U,H}(B)\sim cB(\log B)^{\rho -1},}
en {\displaystyle B\to \infty .} {\displaystyle \rho } dénote le rang du groupe de Picard de {\displaystyle V} et {\displaystyle c} est une constante positive. Peyre conjecture en 1995 une expression pour cette dernière.
La conjecture de Manin a été démontrée pour des familles particulières de variétés, mais reste ouverte en général.